# WorldCat
WorldCatは、Online Computer Library Center（OCLC）に参加する71,000以上の図書館の蔵書を目録化した総合目録である。90カ国以上から図書館が参加し、構築を行っている。1971年に作成され、2021年12月時点で、483の言語の物理資産やデジタル資産30億点以上を5億4千万以上の異なるレコードで示している。世界最大の書誌データベースである。
OCLCはWorldCatを図書館に対して無料で提供しているが、同時にこれをベースとして有料サービスも行っている（リソース共有、コレクション管理など）。OCLCは1967年にFred Kilgourが創設した。

## サービスの進化
2003年、OCLCが開始した「Open WorldCat」プログラムは、参加図書館の蔵書へのアクセスを増加させることを目的として、WorldCatのサブセットへのアクセスを提携するウェブサイトや書店でできるようにしている。2006年にはOCLCの運営するサイトで直接WorldCatを検索できるようになった。2007年、2000万人の著作家や出版物のテーマとなっている人物についてのページ（目録）を提供するWorldCat Identitiesを開始した。